# 可畏號戰艦
可畏号战列舰（英語：HMS Formidable）是英国皇家海军可畏级战列舰的首舰，也是第四艘以“可畏”命名的英国军舰。该舰于1898年3月21日动工，同年11月17日下水，1901年1月正式完工，并于同年10月10日正式服役。可畏号最初服役于地中海舰队，1908年转至海峡舰队服役，1912年，她被分配到驻扎于诺尔河的第五战斗中队。
在第一次世界大战爆发后，1914年8月，第五中队以施尔尼斯为基地在英吉利海峡执行任务，以防范德国的可能入侵。战争初期，第五中队执行了掩护英国军舰渡海前往法国的任务。1914年12月31日，中队在英吉利海峡进行演习训练，尽管有德国潜艇袭击的危险，但是中队并未实施反潜保护。这导致德国潜艇U-24号可以秘密地跟踪战舰。1915年1月1日凌晨，U-24号向可畏号发射了两次鱼雷，将其击沉，造成大量人员伤亡。

## 设计
可畏级战列舰的设计于1897年完成，与前级威嚴级和克諾珀斯级相比，可畏级采用了渐进式改善。她在设计上同时采用了威严级的大尺寸与克诺珀斯级更坚固的克虏伯装甲。此外，新设计还采用了更长，威力更大的主炮和副炮，并改进了船体的外形。这些特点能使威严级的装甲防护能力优于早期的任何一级，但在船速方面，可畏级与克诺珀斯级的速度相同。

### 书目
- Dittmar, F. J. & Colledge, J. J. . London: Ian Allan. 1972. ISBN 978-0-7110-0380-4.